# Duvalius bulgaricus
Duvalius bulgaricus is een keversoort uit de familie van de loopkevers (Carabidae). De wetenschappelijke naam van de soort is voor het eerst geldig gepubliceerd in 1924 door Knirsch.